# Pardosa kratochvili
Pardosa kratochvili este o specie de păianjeni din genul Pardosa, familia Lycosidae. A fost descrisă pentru prima dată de Kolosváry, 1934.
Este endemică în Ungaria. Conform Catalogue of Life specia Pardosa kratochvili nu are subspecii cunoscute.